# Sportclub Young Fellows Juventus 2015-2016
Questa voce raccoglie le informazioni riguardanti lo Sportclub Young Fellows Juventus nelle competizioni ufficiali della stagione 2015-2016.

## Rosa
Aggiornata a fine stagione.
| N. |                            | Ruolo | Calciatore           |
| -- | -------------------------- | ----- | -------------------- |
| 1  | Angola (bandiera)          | P     | João Ngongo          |
| 3  | Svizzera (bandiera)        | D     | Etienne Manca        |
| 4  | Svizzera (bandiera)        | C     | Nicola Zuffi         |
| 5  | Perù (bandiera)            | C     | Leonel Romero Medina |
| 6  | Svizzera (bandiera)        | C     | Luca Russheim        |
| 7  | Svizzera (bandiera)        | D     | Fabio Bristot        |
| 8  | Rep. Dominicana (bandiera) | A     | Sebastian Luck       |
| 9  | Italia (bandiera)          | C     | Igor Bonfardin       |
| 10 | Svizzera (bandiera)        | A     | Vilson Doda          |
| 11 | Kosovo (bandiera)          | C     | Bekim Bushati        |
| 14 | Liechtenstein (bandiera)   | D     | Yves Oehri           |

| N. |                            | Ruolo | Calciatore        |
| -- | -------------------------- | ----- | ----------------- |
| 16 | Svizzera (bandiera)        | D     | Michael Schär     |
| 17 | Svizzera (bandiera)        | A     | Elvedin Causi     |
| 18 | Serbia (bandiera)          | P     | Dragan Živanović  |
| 19 | Kosovo (bandiera)          | A     | Valon Ahmetaj     |
| 21 | Rep. Dominicana (bandiera) | A     | Luiyi Lugo        |
| 22 | Svizzera (bandiera)        | D     | Fabio Schmid      |
| 23 | Romania (bandiera)         | D     | Antonio Dragusin  |
| 26 | Serbia (bandiera)          | D     | Burim Zeqiraj     |
| 77 | Svizzera (bandiera)        | D     | Sandro Zuffi      |
| 81 | Svizzera (bandiera)        | C     | Balu Ndoy Bokanga |
| 88 | Svizzera (bandiera)        | D     | Nico Samson       |